# Затерянный лагерь
«Зате́рянный ла́герь» (англ. Camp Nowhere) — американская кинокомедия 1994 года, поставленная режиссёром Джонатаном Принсом. В главных ролях снялись Джонатан Джексон, Кристофер Ллойд, Мелоди Кэй, Эндрю Киган, Марне Паттерсон, Уэнди Маккена и Кейт Малгрю.
Премьера фильма в США состоялась 26 августа 1994 года. В общемировой прокат картина не выходила.
Теглайн фильма: «This summer, kids rule».

## Сюжет
Моррис Химмель узнаёт, что его хотят послать в летний лагерь. Он решает с друзьями обмануть родителей и устроить себе и своим друзьям незабываемое лето.

## В ролях
- Джонатан Джексон — Morris 'Mud' Himmel
- Кристофер Ллойд —  Dennis Van Welker
- Мелоди Кэй — Gaby Nowicki
- Эндрю Киган — Zack Dell
- Марне Паттерсон — Trish Prescott
- Уэнди Маккена — Dr. Celeste Dunbar
- Томас Ф. Уилсон — Lt. Eliot Hendricks
- Хиллари Так — Бетти Столлер

## Приём
На сайте-агрегаторе Rotten Tomatoes фильм получил рейтинг 17 % на основе отзывов 12 критиков.
Зрители, опрошенные CinemaScore, поставили фильму оценку «B» по шкале от A до F.
Джанет Маслин из The New York Times дала фильму положительную оценку. Маслин считает, что фильм мог бы быть предсказуемым и ужасным, но у него был «забавный сценарий», «добродушная режиссура» и «хороший молодой актерский состав», у которого «есть опыт работы на телевидении, и они привносят в свои роли крепкий, без излишеств профессионализм».
Хэл Хинсон из The Washington Post дал положительную рецензию и написал: «Вместо обычной грубости, присущей фильмам о наступлении совершеннолетия, это празднование силы ребенка — довольно спокойное дело. Он милый, симпатичный и даже в чем-то хипповый».